# Walter Frye
Walter Frye (mất vào năm 1474) là nhà soạn nhạc người Anh.

## Tiểu sử
Không có gì được biết đến mang tính xác định về tiểu sử. Chỉ có một vài phỏng đoán như tên của ông có thể là Walter Cantor khi ông hoạt động ở Nhà thờ lớn Ely trong các năm 1443-1466. Còn cái tên Walter Frye thì có hai ý kiếnː
- Có thể cái tên đó có từ năm 1456 khi ông tham gia vào Các Tu sĩ Xứ đạo Luân Đôn.
- Có thể cái tên đó có khi ông đến Canterbury vào năm 1474.

## Phong cách âm nhạc
Hầu hết các tác phẩm âm nhạc của Frye tồn tại dưới các dạng bản thảo. Chủ yếu các dạng bản thảo này tồn tại ở châu Âu đại lục, nơi mà ông dành thời gian nhiều hơn cả để sinh sống. Tuy nhiên, về văn phong, âm nhạc của ông gần gũi với các nhà soạn nhạc Anh hơn (như John Dunstaple hay John Hothby chẳng hạn) hơn là Trường phái Burgundy, phong trào âm nhạc đáng chú ý nhất đương thời. Một lý lẽ thỉnh thoảng được nhắc đến là các bản thảo ít ỏi bằng tiếng Anh còn duy trì được ở thế kỷ 15 ít khi nhắc đến tên của các nhà soạn nhạc, đó là cơ hội để các tác phẩm của nhà soạn nhạc này có thể được giấu tên. Điều đáng nói là các tác phẩm âm nhạc tồn tại ở Anh thời kỳ này thưa thớt. Sự việc này có thể được giải thích bằng một lý doː trong các năm 1536-1540, có một sự biến mất của các tu viện, một chiến dịch được điều hành bởi Henry VIII của Anh. Chính vì chiến dịch này mà hầu hết sách vở, trong đó có các tác phẩm âm nhạc, đã không còn tồn tại nữa.
Các bản hợp xướng của Frye là đóng góp mang tính lịch sử nhất, bởi chúng đã ảnh hưởng đến phong cách âm nhạc của Jacob Obrecht cũng như Antoine Busnois. Phong cách âm nhạc trong các bản hợp xướng này đã trở thành hình mẫu của âm nhạc Anh đương thời. 

## Các tác phẩm

### Tổng quan
Frye viết hợp xướng, motet, bài hát (bao gồm cả ballade và rondeau). Tất cả các tác phẩm này đều là thanh nhạc. Các tác phẩm âm nhạc ngắn hơn tồn tại ở các vùng đất xa xôi như Ý, phía nam Đức, Bohemia và vùng đất mà ngày nay thuộc Áo. Các tác phẩm ngắn này, các bài hát, thỉnh thoảng được sao chép lại, sắp xếp lại, thậm chí là còn bị đạo nhạc. Chúng xuất hiện trong các bộ sưu tầm lớn. 

### Motet
Các bản Ave Regina

### Rondeau
Đáng chú ý là Tout a par moy

### Ballade
Tiêu biểu là So ys emprentid

### Hợp xướng
- Contenance Angloise
- Missa Flos Regalis
- Missa Nobilis et Pulchra
- Missa Summe Trinitati